# Hugo Fernández
Hugo Fernández (sinh ngày 2 tháng 2 năm 1945 - mất ngày 1 tháng 8 năm 2022) là một huấn luyện viên và cựu cầu thủ bóng đá người Uruguay.

## Sự nghiệp Huấn luyện viên
Hugo Fernández đã dẫn dắt Peñarol, Puebla, Tigres, Nacional, Consadole Sapporo, Irapuato và Veracruz.